# 牧場物語 中秋滿月
《牧場物語 中秋滿月》是由勝利互動軟件製作的遊戲，並在1999年12月16日發售於平台為PlayStation的模擬經營遊戲
，為《牧場物語》系列的第五部作品，而普通版於隔年2000年12月7日推出此作廉價版本時，當天同步僅於日本地區發售系統要素更加完善，但主人公改為女孩子的《牧場物語 中秋滿月-女孩版》，後續收購此系列的Marvelous更進一步在2005年將本作的男孩與女孩版合而為一，移植至PlayStation Portable上以《牧場物語 中秋滿月 Boy & Girl》的名義發售，這個二合一合輯的販售也讓過去日本地區限定販售的女孩版在多年後才首次在歐美市場亮相。
在2003年4月18日由東星軟體於Game Boy Advance平台上分別推出了本作的移植版《牧場物語 礦石鎮的夥伴們》，以及在同年12月12日推出，系統更為完善的女孩版。

## 概要
本作和女孩版為PlayStation平台的唯二兩款作品，遊戲條件式需在三年期間滿足作為合格牧場主的條件，達成後方可繼續留在鎮上生活，而女孩版則無遊戲期限，但答應結婚候補的求婚則遊戲便會宣告結束。
而相較於過往的系列作，本作的故事地點因為是位於被礦脈圍繞的礦石鎮，所以可以藉由溫泉旁的礦場或是冬季因湖面結冰才可進入的湖中礦脈挖掘礦石賺錢，以及挖取升級農具能力，或是製造飾品和畜產品加工機所需的特殊礦石來出貨換取收入，此外也可以購入可以裝載30個出貨物，並一次性出貨的籃子來增加出貨效率。
值得一提的是因為本作和《牧場物語2》為同一時期製作，所以在系統上的人物美術便直接沿用了牧場物語2的多數人物設計，並將村民彼此的故事背景和各自親屬關係全部重新設定，這也導致了多數有遊玩過牧場物語2的玩家會發現本作人物與上一代幾乎完全一致，但故事地點、家庭背景和職業完全不一樣的情況。
而相對於過往的其他系列作，本作新增了可以讓小矮人分擔進行農務工作的委託系統，並大幅強化了本作與村民的社交和結婚候補的以進行結婚為前提的戀愛事件，玩家與村民的交流程度會影響這些事件的發生，增加了遊戲的可玩性。

## 故事劇情

### 男孩版
男主角因為父母的工作繁忙，導致家族旅行的承諾再次落空。而為了補償男主角，於是父母將他送到了祖父位於礦石鎮的牧場來度過長假，主角也在這裡遇上了與自己同年齡的初戀，而男主角最後在離開牧場之際，跟爺爺做好的定期作書面往來的約定。多年後，已經成年的男主角疑惑為何長期沒有再收到爺爺的信件而獨自前往礦石鎮，但一到當地才發現爺爺已經過世半年，原本的牧場也因此荒蕪許久，而鎮長在得知主角為前任牧場主的孫子後，按照了農場主的遺囑提出了給予主角三年的時間經營牧場，在第四年春天來判斷是否為合格牧場主的條件，讓主角掌管這座牧場，也開始了中秋滿月的故事。

### 女孩版
女主角因為孤苦無依且沒有親友可以投靠，所以搭上了郵輪獨自旅行，原本是可以忘卻孤獨和不快的歡樂旅程，卻碰上暴風雨而發生船難，然而女主角卻成為了船難唯一的倖存者，在大難不死的情況下漂流到礦石鎮，而被鎮上的收貨員札克發現後，找來鎮長將她緊急帶回了鎮上救助，而正巧安置女主角的所在位置是一座因為前任牧場主過世而荒蕪許久的牧場，因為女主角沒有親人且已經無處可去，所以鎮長在同情她遭遇的同時也提出了讓主角經營牧場待在鎮上生活，開始了中秋滿月的故事。

## 登場人物
主角
玩家本人，也是來到礦石鎮接管牧場的年輕人。普通版若沒有改角色名字則系統默認名稱為彼特(ピート)，女孩版的默認名稱則為克蕾雅(クレア)。

### 新娘候補（女孩版場合為情敵）
總共五位可攻略角色，而在第四年春天迎來合格結局時，結婚對象或是未婚時好感度最高的後補會告知自己就是當年遇見主角的小女孩。
珀布莉(ポプリ)
喜歡甜食、個性天真開朗又帶點孩子氣的養雞場女孩，不喜歡蔬菜和起司類的食物，有些埋怨離家去替母親找藥的父親沒有教她任何關於養雞的知識。
憧憬來自大城市的青年凱，夢想有朝一日能離開礦石鎮去大都市生活。
瑪莉(マリー)
鎮上擔任圖書館管理員的女孩，有在寫小說，個性溫柔但不擅長戀愛，也因此讓她和與自己在這點相似，從大都市來爺爺這裡修行的格雷產生了互相激勵的情愫，而一但說教起來則非常可怕，非常討厭吃茄子。
似乎是因為父親擔任植物學家的緣故，導致她是所有女性結婚候補中唯一不怕昆蟲的一位，也完全不排斥主角送她毒菇和毒草之類的物品。
卡蓮(カレン)
雜貨店夫妻的女兒，如同大姐頭一般可靠的大酒豪，但強勢的個性下也有著溫柔的一面。
除非常不擅長料理外也不太喜歡甜食(唯有感謝祭收到時例外)，與里克為青梅竹馬。
艾麗(エリィ)
在鎮上醫院工作，目標成為護士且喜歡花的女孩，喜歡同一個職場工作的多特。
雙親已逝，目前與祖母艾蓮和年幼的弟弟優一起住，對總是惡作劇的弟弟頗為傷腦筋。個性雖踏實努力，討厭半途而廢之人。
而在料理技術方面和卡蓮一樣糟糕，若與她交情夠好就會時常受到幫忙試她料理的委託。
蘭(ラン)
旅館老闆達特的女兒，個性活潑且擅長料理的看板娘，因為母親早逝而由身為父親的達特一手帶大，導致她有點帶男孩子氣，自己也對這件事頗為在意，每年秋季五日會因父親要去山上弔念母親而獨自管理旅館到下午五點。
喜歡花朵和魚以外的料理，對住在旅館的流浪旅人克里夫有好感。

### 新郎候補（普通版場合為情敵）
凱(カイ)
每年夏天才會來到礦石鎮經營海之家的都市青年，因為開朗隨和又容易討女孩子開心的個性，讓他特別受鎮上女性(特別是珀布莉)和小孩子的歡迎，但男性除了格雷等少數人跟他關係不錯外，多數鎮上男性都不是太喜歡他。
實際上是家中經營高級餐館的富二代，也是他擅長料理的原因，但因為跟家裡不合而憤而離家出走。
格雷(グレイ)
鍛造屋工匠賽巴拉的孫子，為了成為一流工匠而來到礦石鎮拜祖父為師，雖說很清楚祖父是因為對他的期望而異常嚴格，但還是常因為祖父過於嚴格而與之發生爭執，但也因為在瑪麗的鼓勵下讓他有日漸進步中，兩人也逐漸有好感。
看似個性高冷，但實際上打好關係後會非常好相處，且實際上他特別不擅長面對異性，特別是在面對瑪麗和女孩版主角時會特別容易害羞。而因為在前作的牧場物語2當中是達特的兒子和蘭的哥哥，所以特別安排他結束工作時會回到旅館而不是住在爺爺賽巴拉的家中。
GBA移植版特別強調他和凱為好友。
里克(リック)
經營養雞場的少年，珀布莉的兄長，因為父親離家去替母親找藥而不知去向，因而擔起了一家之主的工作。喜歡身為青梅竹馬的卡蓮。
雖然平時個性溫和，但生起氣卻來容易情緒化，在鎮上討厭凱的那一群人中和凱的關係最為惡劣，尤其因為擔心自己妹妹珀布莉可能會被凱騙到大城市而時常與其發生爭執，相反的若主角與珀布莉結婚他則會非常感謝。
多特(ドクター)
礦石鎮醫院唯一的醫生，有著想去大都市繼續學習卻又怕離開後礦石鎮上沒有醫生的煩惱。
外表高冷但內心相當關心鎮民健康的熱血青年，喜歡在相同職場上一起工作的艾麗。
鎮上年輕男性中唯一一位不是沿用牧場物語2而是於本作新增的人物。
克里夫(クリフ)
與家人失散後來到礦石鎮的青年，原本個性相當悲觀並且每天都去教堂懺悔，但因為主角推薦他一起去葡萄園工作而再次看到了人生的希望，讓他對主角相當感激。
因為旅館千金蘭與自己的妹妹長相相似所以對其有好感。

### 其他居民

#### 莉莉婭養雞場
莉莉婭(リリア)
養雞場的老闆娘，里克和珀布莉兩兄妹的母親，說話語速悠閒緩慢，因為體弱多病的緣故所以只營業至下午四點，若不是鎮上有祭典或是休息日要拿藥的話則很少出門，多數也是鎮上居民來主動上門找她交流，一直希望卡蓮能嫁進門當媳婦。
丈夫因為要替她找到能治好身體的藥而出遠門不知去向，而若送她能增加體力的藥則會非常高興。

#### 樵夫之家
哥茲(ゴッツ)
住在聖母山山下的樵夫，負責接鎮上的木工和擴建工作，因為妻子和女兒過往因冬季山難而罹難，所以曾斥責下雪時還進入山上導致遇難的主角，也是因為傷心的過往導致他主動要求哈里斯讓他去山上巡邏。
若遊玩的是女孩版，則會將自己過往妻子穿過的服裝贈與主角。
邱(チュウ)
住在哥茲家的蜜蜂研究專家，若加蜂蜜贈送給他會增加蜂蜜的價格。
此角色在後續牧場物語 礦石鎮的夥伴們的版本中被移除。

#### 約德爾牧場
穆奇(ムギ)
約德爾農場的持有人，經營牛羊和牧草飼料的買賣。
喜愛泡溫泉，女兒在出嫁多年後跑了回來，以工作繁忙沒時間照顧女兒梅為由丟穆奇照顧後便回到大都市，雖說不滿女兒將孩子丟給她照顧的不負責任行為，但仍不捨思念母親的梅而相當疼愛她。
梅(メイ)
穆奇的孫女，非常想念母親，和艾蓮的孫子優感情非常要好。
在鎮上是少數收到垃圾後仍會高興的唯一一名NPC，但會造成穆奇的友好度下降。
小花(ハナちゃん)
穆奇飼養的母狗，隨劇情發展會為主角的狗產下一對雙胞胎。

#### 鍛冶屋
賽巴拉(サイバラ)
格雷的祖父身兼師傅，負責升級主角的農具，以及製作飾品和加工機。
身上帶有嚴格不易接近的匠人氣質，實質上很欣賞認真努力的年輕人，對格雷嚴厲的原因是認為自己年事已高且自己時日已經不多，而希望他早日獨當一面。
與艾蓮從年輕時期就已經相識，也曾暗戀過艾蓮，但苦於當時沒有勇氣表白而懊悔，至今仍對艾蓮有好感，唯有在她面前會有害臊的一面。

#### 安捷莊園
狄克(デューク)
個性強勢脾氣差的葡萄莊園園主，很容易與人起爭執然後事後懊悔，唯一的天敵就是剋制他的妻子瑪娜，兩人有一名離家出走的女兒安捷，莊園名稱也是取自女兒的名子。
在第一年的秋天會詢問主角是否要來葡萄園打工幫忙，若找上克里夫一起來工作，之後到第七天結束時便會留下克里夫在莊園工作，相當欣賞克里夫的工作態度，甚至把他是做自己的兒子照顧。
瑪娜(マナ)
狄克的妻子，也是剋制他的唯一天敵，一旦讓她聊起天幾乎就是說給沒完，每天中午前會販賣葡萄酒及葡萄汁。
和莎夏及安娜是鎮上的主婦三人組，三人基本每天下午都會在廣場聊鎮上的八卦。

#### 圖書館
巴吉爾(バジル)
瑪麗的父親，鎮上的植物學家，寫了很多書並建立圖書館給鎮上的居民閱讀。
安娜(アンナ)
瑪麗的母親，喜歡花朵且看似外表端莊的主婦，和莎夏及瑪娜是基本每天下午都會在廣場聊鎮上八卦的三人組之一。
與莉莉婭是認識多年的朋友，相當擔心她的身體狀況，一周會來探望她幾次。

#### 艾蓮的家
艾蓮(エレン)
艾莉的祖母，個性相當慈祥，因為腳不良於行所以多數只能待在家中，與鎮長的關係要好。
和穆奇及賽巴拉是年輕時就認識的好朋友，相當了解賽巴拉的個性以及他對孫子格雷的苦心，也表示格雷和年輕時期的賽巴拉在個性上幾乎是一樣。
少數完全保留牧場物語2的人物設定並完全沒有變動的角色。
優(ユウ)
艾莉年幼的弟弟，因為艾莉平時要工作而深感寂寞，所以養成了對她惡作劇的習慣，也是個愛哭鬼。
與年紀相近的梅感情要好，甚至拿她完全沒轍。

#### 鎮長家
托馬斯(トーマス)
礦石鎮的鎮長，相當關心主角和鎮民，與艾蓮感情要好，每周日固定會幫她送最喜歡的蘋果派。
哈里斯(ハリス)
托馬斯的兒子，也是鎮上唯一且相當盡責的巡警，暗戀莊園夫妻倆離開鎮上的女兒安捷。
卡農(カノー)
借住在鎮長家的青年，負責鎮上的拍攝工作。
此角色在後續牧場物語 礦石鎮的夥伴們的版本中被移除。

#### 雜貨店
傑夫(ジェフ)
卡蓮的父親，雜貨店的老闆，個性稍嫌懦弱且腸胃不好，常因鎮上居民賒帳自己又不敢主動要錢而傷腦筋，有著繪畫的天賦。
莎夏(サーシャ)
卡蓮的母親，個性強勢，與傑夫成互補的雜貨店老闆娘，有著樂於助人的個性，每到下午便會和安娜及瑪娜在鎮上聊八卦。
對自己女兒卡蓮的料理技術不敢恭維，也很疑惑為何卡蓮明明知道自己不會獲勝卻還是每年都要報名料理大賽。

#### 旅館
達特(ダッド)
旅館老闆，同時也是蘭的父親。
因妻子早逝而一手將蘭扶養長大，時常擔心與總是戀愛無緣的女兒是否能嫁出去。
霍安(ホアン)
外表如同華人且形跡可疑的商人，也曾被哈里斯當成可疑人士懷疑過，他會販賣雜貨店沒有販售，但價格略高的農作物種子，也會來主角家門口推銷物品。
在後續牧場物語 礦石鎮的夥伴們的版本，也成為女孩版的隱藏結婚對象之一，販賣物品的地方也轉移到了札克的家，並在後續牧場物語 重聚礦石鎮中被重新設計，樣貌與此版差異極大。

#### 教堂
卡特(カーター)
教堂神父，少數不是沿用牧場物語2新角色，對鎮民相當和善，特別是身為小孩子的優和梅。

#### 海岸
札克(ザク)
看似粗曠但相當和善的收貨員，非節日或天災的每日傍晚會來收取主角的出貨，也會負責將主角從電視購物購買的商品轉交給主角，暗戀養雞場老闆娘莉莉婭，很關心她的身體健康。
女孩版中是第一個發現女主角漂流至岸上的目擊者，而在牧場物語 礦石鎮的夥伴們中他的家終於可以進入。
古雷古(グレッグ)
札克的好友，每天早上和晚上會出現於海邊的老年男性，喜好釣魚，會贈予主角釣竿。
此角色在後續牧場物語 礦石鎮的夥伴們的版本中被移除，照薩克的說法是他環遊世界釣魚去了。

#### 聖母山脈
女神大人
住在溫泉邊瀑布泉水裡的女神，給她自家農作物當供品就會現身，雖然貴為鎮民信仰崇拜的神祉，但意外地的不是很可靠。
在後續牧場物語 礦石鎮的夥伴們的版本中作為小矮人們的上司和男孩版的隱藏結婚對象，另外也是和牧場物語 美麗人生做遊戲連線的重要NPC。
河童(カッパ)
住在山中泉水中的河童，給他小黃瓜便會出現，雖然口語中帶著嫌棄但在多次後仍會給主角禮物。
在後續牧場物語 礦石鎮的夥伴們為女孩版的隱藏結婚對象之一，並在往後的牧場物語 重聚礦石鎮中被重新設計，樣貌與此版差異極大。

#### 其他角色
美食家(グルメマン)
只會在料理祭出現的評審，自稱吃過全世界的料理。
在後續牧場物語 礦石鎮的夥伴們中作為女孩版的隱藏結婚對象之一，
羅德(ロッド)
莉莉婭的丈夫，養雞場的老闆，為了尋找傳說能治好妻子疾病而十年開一次花的神祕藥材而踏上旅程，定時仍會給家人寄信，不會在遊戲中出現。
安捷(アージュ)
狄克和瑪娜的女兒，目前離開礦石鎮而不會見到她，夫妻倆的莊園和地下室的某瓶酒是以她而命名。
喬安娜(ジョアンナ)
梅的母親，因為工作繁忙而從大都市回來鎮上將梅交給自己的父親穆奇照顧，之後又隨即離開礦石鎮。